# Дівчинка (фільм, 2008)
«Дівчинка» — кінофільм режисера Олени Ніколаєвої, який вийшов на екрани в 2008 році.

## Зміст
Олена Ярцева — учениця зі скромної московської родини. А навколо неї розкішне місто, де крутяться шалені гроші, люди їздять на дорогих автівках, а в вітринах крамниць красується вбрання, що коштує багато тисяч доларів. Не в змозі знайти компроміс між фінансовим становищем батьків і своїм потягом до розкошів, Олена збігає з дому в надії влаштувати свою долю.

## Ролі
| Актор                  | Роль |
| ---------------------- | ---- |
| Олена Ніколаєва        | -    |
| Олександр Лазарєв мол. | -    |
| Євдокія Германова      | -    |
| Сергій Бєляєв          | -    |
| Тетяна Догілєва        | -    |
| Марія Порошина         | -    |
| Євгенія Дмитрієва      | -    |
| Лаура Кеосаян          | -    |
| Христина Бабушкіна     | -    |
| Михайло Владимиров     | -    |
| Ганна Тараторкіна      | Оля  |

## Знімальна група
- Режисер — Олена Ніколаєва
- Сценарист — Ганна Слуцки
- Продюсер — Тетяна Воронович, Давид Кеосаян
- Композитор — Олексій Гарнізов